# Regeneracionisme
El regeneracionisme o corrent regeneracionista fou el moviment intel·lectual que entre els segles XIX i XX pretén reflexionar científicament i objectivament sobre les causes de la decadència d'Espanya com nació. Convé diferenciar el corrent "científic", anomenable regeneracionista amb tota propietat, del corrent artístic, atès que sovint es pren aquest darrer, la Generació del 98, pel conjunt. Si bé ambdues vessants expressen el mateix judici pessimista sobre Espanya, els regeneracionistes ho fan d'una forma objectiva, documentada i científica, mentre que la Generació de 1898 ho fa en forma més literària, subjectiva i artística.
L'autor més important del regeneracionisme i en certa manera el seu líder va ser Joaquín Costa, que va causar una autèntica commoció amb les seves obres Colectivisme agrari a Espanya (1898) i Oligarquia i caciquisme com la forma actual de govern a Espanya (1901), si bé el seu camí va ser preparat anteriorment per Els mals de la pàtria i la futura revolució espanyola (1890), de Lucas Mallada i El problema espanyol, de Ricardo Macías Picavea, així com per les crítiques que sobre l'analfabetisme i la pedagogia de l'estat fetes pels krausistes de la Institución Libre de Enseñanza dirigida per Francisco Giner de los Ríos.
Els escriptors del Regeneracionisme reaccionen contra la descomposició del sistema canovista publicant estudis i assajos que denuncien aquesta situació, que arriba a fer-se evident amb la derrota del tècnicament obsolet exèrcit espanyol en la guerra amb els Estats Units en 1898 i la pèrdua del poc que restava de l'imperi colonial espanyol (Cuba, Puerto Rico i les Illes Filipines).
L'artista és l'encarregat de diagnosticar aquesta malaltia i de donar-li solució, difonent entre la societat la modernitat europea. L'artista, la cultura i l'art tenen una funció social:
- Fer progressar la societat.
- Trencar les estructures que la mantenen inmòvil i antiquada.
- Modernitzar la societat i la cultura a través del seu art.

I critica que la societat, la cultura i la literatura es proclama localista i arcaica. Per aconseguir la regeneració s'han de separar els models localistes i folclòrics de la renaixença. El filòsof Niezstche parla d'un "super home" que amb la voluntat i orgull pot canviar la societat.

## Origen del terme
La paraula «regeneració» s'empra ja a principis del segle xix i, com el degeneracionisme, prové del lèxic mèdic, com a antònim de «corrupció», per expressar una expectativa política. En realitat, és una nova forma en què s'aboca la vella preocupació per la «decadència» del país, que es va expressar als segles XVI i XVII a través de l'obra dels arbitristes i al segle xviii per mitjà de la Il·lustració i el reformisme borbònic (exemplificat al principi en la crítica patriòtica del pare Feijoo i els novators), de vegades satiritzat en la figura de l'anomenat projectisme que ataqués José Cadalso a les seves Cartes marrueques. Però el seu desenvolupament a finals del segle xix és una conseqüència directa de la crisi del sistema polític fundat per Cánovas a la Restauració: l'alternança de partits, que havia proporcionat al país certa estabilitat, però que se sostenia sobre la base d'una gran corrupció política, el caciquisme, el frau electoral i l'aïllament d'iniciatives polítiques modernitzadores com les plantejades pel Partit Demòcrata. El terme es va definir ideològicament a través de la influència del Krausisme, filosofia que pregonava la llibertat de consciència, introduïda a Espanya per Julián Sanz del Río, i la utilització de canals aliens al religiós ia l'oficial per emprendre una reforma positiva d'Espanya.

## Publicacions regeneracionistes
Els intel·lectuals regeneracionistes intentaven forjar una nova idea d'Espanya basada en l'autenticitat, per això era essencial desemmascarar les impostures de la falsa Espanya oficial mitjançant la divulgació dels seus estudis en revistes d'àmplia difusió. Moltes d'aquestes revistes antecedeixen les dels escriptors de la Generació del 98 i en part s'hi confonen.
La primera va ser sens dubte la Revista Contemporània, fundada el 1875 (durà fins al 1907) per José del Perojo, un home molt imbuït dels ideals regeneracionistes i que va comptar als seus inicis amb nombrosos col·laboradors pertanyents a la Institució Lliure d'Ensenyament, com Rafael Altamira, Julián Sanz del Río, Rafael María de Labra i Urbà González Serrano, personatges que van aconseguir importar corrents estètics i filosòfics europeus, trencant així la vinculació amb la tradició cultural espanyola.
També tingué prestigi durant el temps de la Regència L'Espanya Moderna (1889–1914). Fundada per José Lázaro Galdiano, pretenia representar al país el que la Revue des Deux Mondes a la veïna França. Com a mèrits, cal assenyalar que va intentar ser la «suma intel·lectual de l'edat contemporània», amb una marcada tendència europeista que va servir com a transmissor d'un esperit cosmopolita. A la revista hi col·laboren figures com Ramiro de Maeztu i Miguel de Unamuno.
També cal citar la revista Nuevo Teatro Crítico, amb Emilia Pardo Bazán pràcticament com a única autora, en què va exposar des de les seves teories literàries fins al seu pensament, marcat per l'europeisme i un sincer feminisme.
Entre les revistes que van difondre les idees dels intel·lectuals de la Generació del 98 podem citar també la revista Germinal que, encara que va ser una publicació literària espanyola anterior a l'època noranta-vuitantavuitista i dirigida per Joaquín Dicenta, no obstant mostra a la seva nòmina tots els escriptors joves d'aquesta generació exceptuant Azorín i Unamuno. Aquesta publicació es caracteritza per la seva rebel·lia enfront dels valors establerts.6
El setmanari Vida Nova apareix per primera vegada publicat al juny de 1898, perllongant la seva vigència fins a 1900. La seva posició ideològica és propera a Germinal. En aquesta publicació es troben els escrits de figures tan importants de l'“esperit del 98” com l'Unamuno i en Maeztu.
Pel que fa a la revista Alma Española, es tracta també d'una publicació d'esperit rebel i liberal. Tot i que només durà sis mesos, va originar un debat sobre el futur d'Espanya a partir d'un escrit del Benito Pérez Galdós sobre la renovació vital d'aquesta. A la publicació hi participen personalitats rellevants de l'època com ara Francisco Silvela, Eduardo Dato, el Comte de Romanones, Pedro Dorado Montero, Santiago Ramón y Cajal, Miguel d'Unamuno, Pablo Iglesias, Vicent Blasco Ibáñez, Joaquín Costa o Francisco Giner de los Ríos.